# Starflyer
StarFlyer lnc. (株式会社スターフライヤー, Kabushiki-gaisha Sutāfuraiyā) är ett japanskt flygbolag baserat i Kitakyūshū i Japan. Bolaget grundades 17 december 2002 och började med passagerarflygningar 16 mars 2006. Flygbolaget har sin bas på Kitakyushu Airport. 

## Historia
Bolaget grundades den 17 december 2002 som Kobe Airlines med bas på Kobe Airport. Bolaget bytte namn till StarFlyer i maj 2003 och flyttade till sin nuvarande bas på Kitakyushu Airport. Bolaget startade passagerarflygningar den 16 mars 2006 på linjen Kokura Kita-ku - Tokyo. 

## Destinationer
Bolaget flyger till sex olika destinationer varav fem i Japan och en i Sydkorea. 
|  | Bas           |
|  | Endast säsong |

## Flotta
| Flygplan        | Antal | Passagerare | Övrigt                          |
| --------------- | ----- | ----------- | ------------------------------- |
| Airbus A320-200 | 9     | 150         | 4 stycken utrustade med winglet |